# Joaquim Sostres i Rey
Joaquim Sostres i Rey (Barcelona, 22 de maig de 1853 - Torrelles de Llobregat, 24 de novembre de 1913) fou un polític català.

## Trajectòria
Fill de Joan Ignasi Sostres i Deltor, advocat natural de Sort i d'Antònia Rey i Rey de Figuerola d'Orcau (antic municipi). Es casà als 22 anys el 26 d'agost de 1875amb Amàlia Amatller i Sintes filla de Domènec Amatller i Ràfols, de "Chocolates Amatller SA", i fou soci de l'Ateneu Barcelonès i de la Societat Econòmica Barcelonesa d'Amics del País. També fou membre fundador de la Jove Catalunya, i militant del Partit Liberal Fusionista, amb el que fou diputat provincial de Barcelona pel districte de Vilanova i la Geltrú-Sant Feliu de Llobregat a les eleccions de 1882, 1886, 1890 i 1894. El de 1885 a 1894 fou diputat-secretari de la Diputació, i de 1894 a 1898 fou vicepresident. Formà part, entre d'altres de la Comissió interprovincial de Mancomunitats i de la de Mossos d'Esquadra, i de diverses juntes com la del Cadastre, de l'encarregada de construir la Casa de Maternitat i la que anà a Madrid per gestionar la construcció de la nova presó.
El 1898 deixà el seu càrrec, però es tornà a presentar a les eleccions de 1903, 1907 i 1911. Durant aquests anys va inaugurar l'Hospital Clínic de Barcelona i participà activament en els debats per canalitzar el riu Llobregat. Fou president de la Diputació de Barcelona el 1905-1907, vicepresident de la Diputació el 1909-1913, senador per la província de Lleida el 1911 i alcalde de Barcelona el 1911-1913.